# Agrotis tephrina
Agrotis tephrina är en fjärilsart som beskrevs av Otto Staudinger 1901. Agrotis tephrina ingår i släktet Agrotis och familjen nattflyn. Inga underarter finns listade i Catalogue of Life.